# شاید فردایی در کار نباشد
شاید فردایی در کار نباشد (انگلیسی: Tomorrow Never Comes) یک فیلم جنایی کانادایی-بریتانیایی به کارگردانی پیتر کالینسن است که در سال ۱۹۷۸ منتشر شد. تصویربرداری فیلم در استان کبک انجام شد و در یازدهمین دورهٔ جشنواره بین‌المللی فیلم مسکو به نمایش درآمد.

## گزیدهٔ بازیگران
- الیور رید
- سوزان جرج
- ریموند بر
- جان آیرلند
- استیون مک‌هتی
- دونالد پلزنس
- پال کوسلو
- جان آزبرن